# Jean Galtier-Boissière
Pour les articles homonymes, voir Galtier.
Jean Galtier-Boissière, né le 26 décembre 1891 à Paris et mort le 22 janvier 1966 à Neuilly-sur-Seine, est un romancier, polémiste, peintre et journaliste français.
Créateur du périodique satirique Le Crapouillot, puis un temps journaliste au Canard enchaîné, il se rapproche ensuite de l'extrême droite.

## Biographie

### Origines familiales
Yves-Alfred-Pierre-Jean Galtier-Boissière est le fils d'Émile-Marie Galtier-Boissière, médecin et auteur du Larousse médical, et de Louise Ménard (1861-1957), artiste peintre. Il est le neveu d'Émile-René Ménard, peintre, et le petit-neveu de Louis Ménard, écrivain.
La famille Galtier est originaire de l'Aveyron. L'un de ses ancêtres s'est distingué au XVIIIe siècle en se faisant appeler Galtier de la Boissière, du nom d'un domaine qu'il possédait. C'est son grand-père, Pierre Galtier de la Boissière, ami d'Edgar Quinet et de Louis Blanc, qui renonça à la particule et se fit appeler Galtier-Boissière. 
À l'âge de sept ans, il entre à l'École Alsacienne, où il côtoie les fils de la bourgeoisie protestante parisienne. Son goût pour le journalisme s'affirme déjà : vers 1901, il imprime quelques numéros de l'Écolier alsacien, huit pages recto-verso, vendus dix centimes. Bachelier en 1910, il s'inscrit en philosophie à la Sorbonne, assiste aux cours de Victor Delbos, Léon Brunschvicg, Émile Durkheim. 

### La première guerre mondiale etLe Crapouillot
Il est incorporé dans l'armée en 1911 pour trois ans, mais, pour cause de guerre, il ne la quittera qu'en 1918. Il participe à la retraite de septembre 1914 puis à l'avancée de la Marne. Il laissera ses souvenirs de fantassin, marchant dans un sens puis dans l'autre sans comprendre ce qui se passe, dans son roman La fleur au fusil. Puis suit la longue période de la guerre « enterrée ». Son livre En rase campagne. 1914. Un hiver à Souchez. 1915-1916, formé de son journal de guerre d'août-septembre 1914 et de ses souvenirs des tranchées, publié en février 1917, recueille les louanges de Jean Norton Cru, qui dans son ouvrage Témoins, lui attribue une valeur de témoignage lui valant de figurer dans la catégorie n° I, c'est-à-dire celle qualifiée d'excellente par Norton Cru.
Il crée dans les tranchées un journal, Le Crapouillot, d’orientation anarcho-pacifiste, qui commence par quelques feuilles ronéotypées et devint un journal majeur de l'après-guerre. Pacifiste et homme de gauche, proche de Gaston Bergery, Galtier-Boissière a de bons rapports avec la LICA. 

### Le polémiste et la proximité avec l'extrême-droite
Il collabore à un autre journal, Le Canard enchaîné, lui apportant sa patte de polémiste. En désaccord avec l'influence des communistes dans ce journal, il le quitte durant la guerre d'Espagne, à la suite d'un différend avec Pierre Bénard.

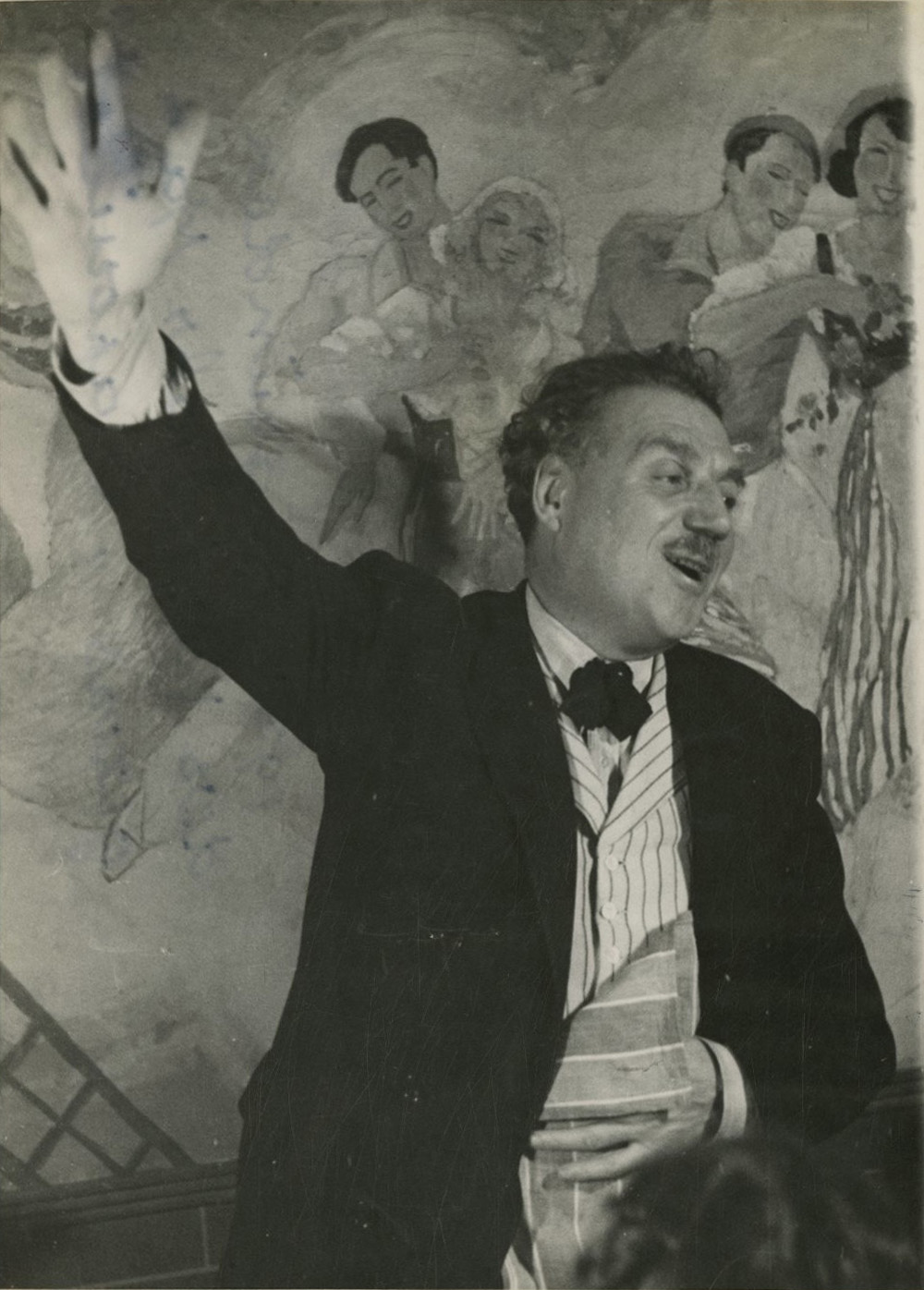
Jean Galtier-Boissière, photographie anonyme.

Rentré à Paris le 15 août 1940, pendant la Seconde Guerre mondiale, ses sympathies vont vers les Alliés, les gaullistes, les Juifs mais elles restent platoniques. L'universitaire israélien Simon Epstein considère qu'après la Seconde Guerre mondiale, les écrits de Jean Galtier-Boissière, « observateur avisé des vies politique, sociale et littéraire », contribuèrent à maintenir la mémoire des parcours occultés de nombreuses personnalités. 
En particulier, ses textes fourmillent de références sur les parcours des antiracistes devenus hitlériens, par exemple dans son Dictionnaire des girouettes. Il règle en particulier ses comptes avec Le Canard enchaîné, dont nombre de journalistes qui l'avaient accusé de tiédeur face au fascisme ont sympathisé avec la Collaboration : « Quelques années ont passé, la guerre est venue et j'ai refusé de faire reparaître le Crapouillot sous l'Occupation. Que sont devenus par contre les purs du Canard ? Si Pierre Bénard ne s'est pas mouillé, André Guérin est aujourd’hui le rédacteur en chef de L’Œuvre de Marcel Déat où il a retrouvé La Fouchardière, mis à la porte par Maréchal et l'objecteur de conscience René Gérin. Auguste Nardy, gérant du Canard, signe dans la même feuille des reportages du plus mauvais aloi. Pédro dessine à Je suis partout. Quant à Jules Rivet, le grand indépendant à lavallière, l’anar des anars, ce brave Jules qui pendant vingt ans a vitupéré la grande presse pourrie… il a un contrat au Petit parisien. Oh pas celui des infâmes capitalistes Dupuy, mais Le Petit Parisien des hitlériens Jeantet et Laubreaux, le plus emboché des journaux boches de Paris Journal »,.
Dans son journal, dans son Dictionnaire des girouettes, dans ses mémoires, Jean Galtier-Boissière s'attache à rappeler les parcours et les évolutions de ses contemporains. Lui-même, à l'origine pacifiste, gauchisant, antiraciste et antinazi, finit par être complaisant vis-à-vis des écrits négationnistes de Paul Rassinier qui vient également de la gauche pacifiste. Se rapprochant de l'extrême droite, Galtier-Boissière collabore avec Henry Coston. Leurs publications ainsi que les textes de Roger Mennevée constituent les sources de l'article « Le Parlement aux mains des banques » (1955), où Paul Rassinier « véhicul[e] la théorie conspirationniste de la « synarchie » » par le biais de la revue Contre-Courant de l'anarchiste Louis Louvet.
Galtier-Boissière meurt le 22 janvier 1966 à Neuilly-sur-Seine ; il est inhumé au cimetière de Barbizon auprès de son épouse morte en 1975.

## Œuvres

### Romans
- La Bonne Vie, Bernard Grasset, 1925.
- Loin de la rifflette, éditions G. Crès et Cie, 1921.
- La Fleur au fusil, Éditions Baudinière, 1928 ; réédition avec Loin de la rifflette, Mercure de France, 1980 ; réédition seule, Vendemiaire, coll. « Histoires », 2014.
- La Vie de garçon, Les Éditions de France, 1930.
- Trois héros, La Jeune Parque, 1947 (OCLC 58965573).
- La Colonelle Huppenoire : roman de cape et de sabre, Du Lérot éditeur, 2014.  — Publication posthume.

### Théâtre
- Au pays des contes bleus, comédie en 1 acte et en vers, éditions Larousse, 1908.

### Autres publications
- En rase campagne. 1914. Un hiver à Souchez. 1915-1916, avec 17 illustrations par l'auteur, Berger-Levrault, 1917.
- Un hiver à Souchez, Les Étincelles, coll. « Les témoignages de combattants français », 1930.
- Histoire de la presse, Crapouillot, 1934.
- Le Bourrage de crânes, Crapouillot, 1937.
- Le Panier de crabes, souvenirs d'un polémiste (1915-1938), Crapouillot, 1938.
- Mon journal pendant l'Occupation, La Jeune Parque, 1944 (OCLC 7240636) ; réédition, Paris, Libretto, coll. « Libretto » no 514, 2016.
- Mon journal depuis la Libération, La Jeune Parque, 1945 ; réédition, Paris, Libretto, coll. « Libretto » no 536, 2016.
- La Belle Amour, La Bonne Compagnie, 1943 (BNF 32142221).
- Tradition de la trahison chez les maréchaux, suivie d'une vie de Philippe-Omer Pétain. Trémois, 1945, (OCLC 23414921).
- Mon journal dans la drôle de paix, La Jeune Parque, 1947 (OCLC 2877633) ; réédition, Paris, Libretto, coll. « Libretto » no 560, 2017.
- Mon journal dans la grande pagaïe, La Jeune Parque, 1950 (OCLC 35593158) ; réédition, Paris, Libretto, coll. « Libretto », 2017. Les quatre volumes du Journal parus entre 1944 et 1950 ont été réédités par les éditions Quai Voltaire en 1993 en un seul volume.
- Dictionnaire des contemporains, Crapouillot, 1950.
- Dictionnaire historique, étymologique et anecdotique d'argot, en collaboration avec Pierre Devaux, Crapouillot, 1950.  — Refonte d'un ouvrage d'abord paru en 1939.
- Dictionnaire des girouettes, 2 tomes, Crapouillot, 1957.
- Mémoires d'un Parisien (tome 1, 1834-1919), La Table ronde, 1960.
- Mémoires d'un Parisien (tome 2, 1919-1938), La Table ronde, 1961.
- Mémoires d'un Parisien (tome 3, 1939-1960), La Table ronde, 1963. Réédition des trois volumes de 1960, 1961 et 1963, aux éditions Quai Voltaire en 1994  à la Table ronde en un seul.
- Histoire de la Guerre 1939-1945, avec la collaboration de Charles Alexandre, La Jeune Parque, tome 1 (1939-1940) ; tome 2 (1940-1945), 1965.
- Histoire de la grande guerre 1914/1918, avec le concours de René Lefèbvre, archiviste du Crapouillot, 1966
- Autour du "Crapouillot" : choix d'articles et de correspondances, 1919-1958, Du Lérot éditeur, 1998 (publication posthume)

### Œuvres picturales
- Défilé des mutilés, 14 juillet 1919, 1924, huile sur toile, Paris, La contemporaine[13].